# Didîliv, Kameanka-Buzka
Didîliv (în ucraineană Дідилів) este localitatea de reședință a comunei Didîliv din raionul Kameanka-Buzka, regiunea Liov, Ucraina.

## Demografie
Componența lingvistică a localității Didîliv
     Ucraineană (99,83%)
     Alte limbi (0,17%)
Conform recensământului din 2001, majoritatea populației localității Didîliv era vorbitoare de ucraineană (99,83%), existând în minoritate și vorbitori de alte limbi.